# Paul Geheeb
Paul Geheeb (né en 1870 en grand-duché de Saxe-Weimar-Eisenach et décédé en 1961 à Hasliberg-Goldern en Suisse), est un pédagogue réformateur. Fondateur de l’Odenwaldschule et de l'École d'humanité, il compte parmi les membres les plus importants du mouvement d'« éducation nouvelle », ou mouvement des internats à la campagne.

## Biographie

### Enfance et adolescence (1870-1889)

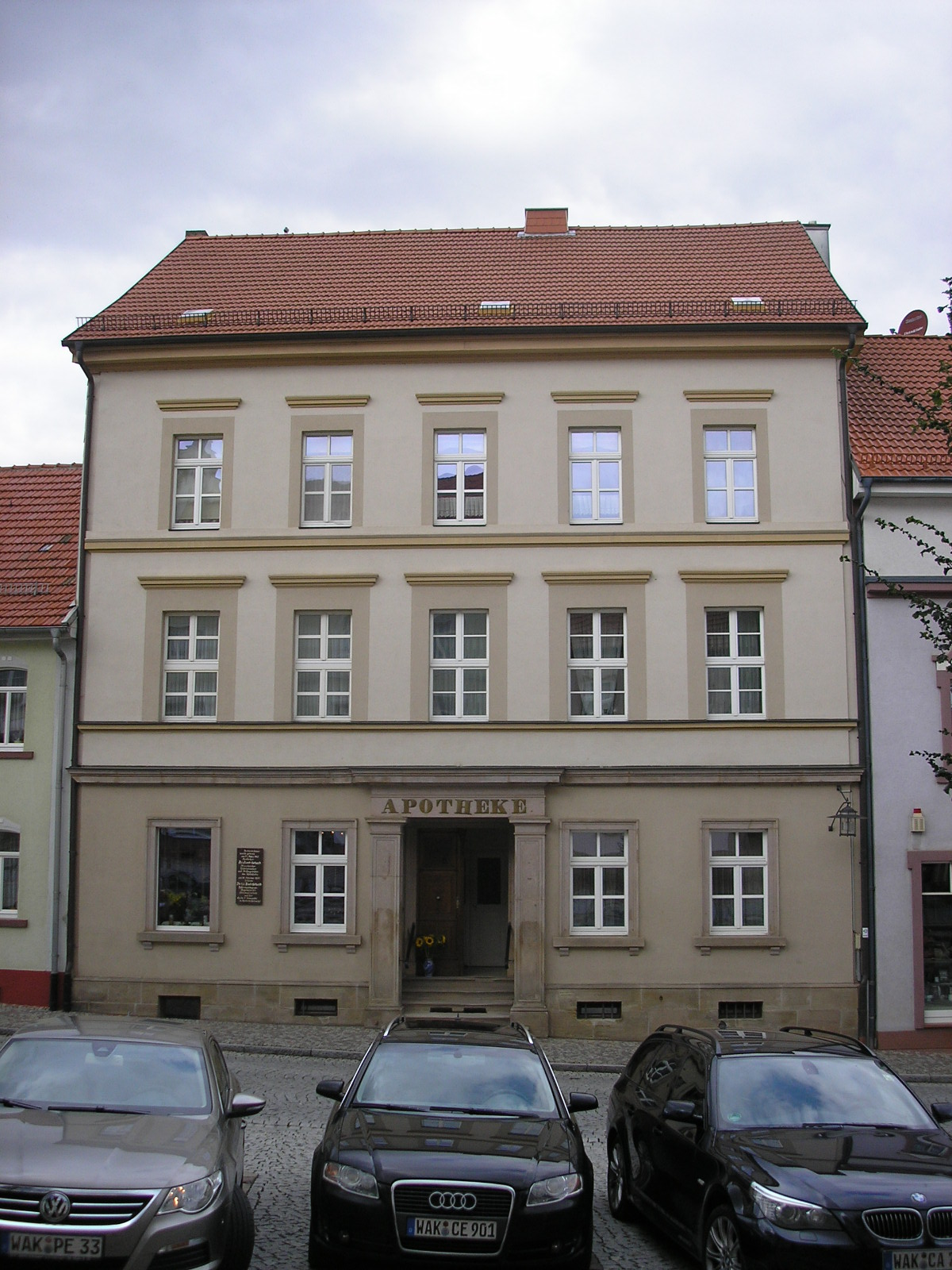
Maison natale de Geheeb à Geisa

Paul Geheeb est né le 10 octobre 1870 à Geisa, une petite bourgade dans l'ouest de la Thuringe. Il était le second des 5 enfants du pharmacien et botaniste spécialiste des mousses Adalbert Geheeb (1842-1909) et de sa femme Adolphine, née Calmberg (1841-1884). Son frère Reinhold Geheeb (1872-1939) est à partir de 1896 et pendant 40 ans rédacteur et directeur de publication du journal satirique Simplicissimus publié par les éditions Albert Langen-Verlag de Munich. Sa sœur Anna Geheeb (1875-1960), qui a participé à la fondation de l'internat Nordeck (de) à la campagne, appartient à la première génération de femmes admises aux études de médecine en Allemagne.
Paul Geheeb alla au lycée à Fulda et à Eisenach. À 14 ans, il perdit sa mère – de façon très inattendue pour lui. À 90 ans il écrit à ce sujet :
« J'aurais cru possible la fin du monde, plutôt que le bon Père du Ciel que je priais tous les jours, fasse mourir ma mère (…). Aujourd'hui encore, il me faut considérer cette catastrophe comme la pire des nombreuses que j'ai eues à subir tout au long de ma vie. Pendant des années après, je suis tombé dans une dépression telle qu'aujourd'hui on m'enverrait dans un établissement psychiatrique, et j'ai eu maintes fois l'idée de mettre fin à mes jours. (…) Alors qu'avant la mort de ma mère, j'avais centré mes intérêts exclusivement sur des sujets scientifiques, surtout dans le domaine de la botanique, je me tournai alors vers les questions philosophiques et religieuses, et j'ai eu le premier contact avec la personnalité de Jésus de Nazareth, sous l'influence d'un remarquable professeur de religion au lycée d'Eisenach (il a depuis été nommé à l'université de Tokyo). De là date toute ma passion pour aider la pauvre humanité souffrante à s'améliorer et à trouver le bonheur. »

### Études et années d'apprentissage pédagogique et de voyages (1889-1909)
En 1889 et 1890, Geheeb fait son service militaire comme aspirant à Giessen. Ensuite, il fait ses études aux universités de Berlin puis d'Iéna. Parmi ses professeurs, on compte notamment les théologiens Otto Pfleiderer, Richard Adelbert Lipsius et le jeune animateur de la théologie de gauche Otto Baumgarten.
De mars 1889 à octobre 1890, Geheeb a été membre des fraternités étudiantes Arminia de Giessen et Neogermania de Berlin. Dans une brochure parue en 1891, il critique sous le pseudonyme de « Paul Freimut » la stupidité de l'usage des duels, de la surconsommation d'alcool, ainsi que la camaraderie vide des fraternités, et - particulièrement en son temps - le comportement irrespectueux de la jeunesse universitaire vis-à-vis des femmes. Il ne serait pas simplement désolant, mais encore ce serait un signe de grand danger de voir « les fils allemands des Muses considérer la femme comme la plus misérable et la plus malheureuse des créatures, décrire le sexe féminin comme purement passif, et se rallier de plus en plus à la notion que la femme n'a pas de vocation plus haute que d'apaiser les désirs charnels de l'homme et de servir de machine pour la reproduction humaine . »
En avril 1893, Geheeb passe son premier examen théologique devant l'autorité ecclésiastique de Saxe-Weimar. À cette occasion, son interprétation libérale de la guérison de l'aveugle par Jésus est critiquée par quelques examinateurs. Cette expérience renforce ses doutes sur le sens de la carrière qu'il avait entreprise, si bien qu'il se tourne par la suite de plus en plus vers les disciplines médicales, psychologiques, pédagogiques et philologiques. Au bout de 12 semestres supplémentaires, entre Iéna et Berlin, il finit ses études de théologie en septembre 1899, et non par le deuxième examen ecclésiastique, mais par l'examen de professeur.
Comme la situation financière de sa famille ne permettait pas à Geheeb de vivre comme « étudiant à temps plein », il travaille d'avril 1893 à juin 1894 comme professeur et éducateur dans l'établissement de Johannes Trüper (de) pour enfants psychopathes à Iéna. Ensuite, il soigne pendant un semestre un jeune épileptique de famille bourgeoise d'Iéna. Pour ces activités, il entre en contact avec le directeur de la clinique psychiatrique universitaire d'Iéna, Otto Binswanger et avec son médecin-chef Theodor Ziehen, dont Friedrich Nietzsche fut alors un patient.
Pendant toute sa vie d'étudiant, Geheeb a lutté contre l'abus des boissons alcoolisées ; il était membre des Guttempler (de) (association internationale antialcoolique IOGT (en)), fréquentait la « Société allemande pour la culture éthique », et le cercle de Moritz von Egidy. Pour un homme de sa génération, il est particulièrement remarquable de voir l'intérêt qu'il portait aux souhaits du mouvement féministe, avec lequel il entretenait dès les années 1890 des liens étroits, notamment par son amitié avec Minna Cauer, Anita Augspurg ou Lily Braun.
En 1892, Geheeb se lie d'amitié avec Hermann Lietz (1868-1919). Ce dernier, après une profonde formation pédagogique chez Wilhelm Rein (de) à Iéna, et quelques pratiques en école (notamment un an à la New School of Abbotsholme fondée en 1889 par Cecil Reddie), avait fondé le premier internat à la campagne à Ilsenburg dans le Harz. Geheeb écrit en 1930, au sujet de cette rencontre, centrale pour son développement ultérieur :
« Entre Lietz et moi naquit bien vite une amitié intérieure et incomparablement fructueuse ; nous approfondissions ensemble la philosophie de Fichte, et développions nos idées pédagogiques. Nous avions beaucoup vécu en ville, passé une partie de notre temps d'études à Berlin, où la misère sociale de la grande ville nous avait rempli d'horreur ; et pénétrés par la conviction que le monde serait plus ou moins pourri avant cent ans, nous étions des disciples enthousiastes de Fichte, avec un sentiment aigu de l'antagonisme entre la vraie humanité et les maux de la civilisation. En fait, nous ne nous occupions pas seulement des questions qui circulaient en fleuve sur la réforme de l'école (…) Nous nous intéressions plus en l'homme dans sa globalité ; nous suivions le mouvement social-démocrate, alors toujours plus puissant, en contact avec Bebel et d'autres dirigeants socialistes. Mais surtout, c'était leur agitation politique partisane inextinguible qui nous empêchait de nous joindre à eux. Pour nous, il s'agissait du problème de construire l'ensemble de la vie des gens sur une base plus saine, entièrement nouvelle, et ceci au moyen d'une éducation nouvelle, comme Fichte l'avait prôné dans ses Discours à la nation allemande, »
Bien que Lietz eût bien volontiers accueilli son ami Geheeb à Ilsenburg, ce dernier prit d'abord en 1899 une place comme professeur dans le sanatorium nouvellement ouvert par le Dr. Carl Gmelin à Wyk auf Föhr (Schleswig-Holstein). En 1902, il suivit les vœux de son ami Lietz, et alla enseigner à Haubinda, la deuxième école fondée par Lietz en 1901. Après la fondation d'un troisième internat à la campagne au château de Bieberstein près de Fulda, Geheeb prit la direction de Haubinda en 1904, mais la quitta en 1906, à la suite d'un désaccord avec Lietz. En septembre de la même année, il ouvrit, avec Gustav Wyneken, Martin Luserke et quelques anciens collaborateurs ou élèves de Haubinda, la communauté libre scolaire de Wickersdorf, dans le voisinage de Saalfeld, en Thuringe.
Malgré le succès de la nouvelle école, Geheeb - secoué nerveusement par l'année de frictions auprès de Lietz et par un premier mariage malheureux - quitta Wickersdorf en février 1909, car ne pouvait pas s'en sortir avec son codirecteur Wynecken, intellectuellement beaucoup plus fort.
À la recherche d'un site convenable pour établir sa propre école, Geheeb négocia notamment avec Wolf Dohrn, le directeur de la cité-jardin de Hellerau au sujet de la reprise de l'école qui y était planifiée ; il considéra brièvement avec Ludwig Gurlitt (1855-1931) la fondation en commun d'un internat à la campagne ; il demanda sans succès une concession en Bavière pour la direction d'un internat privé.

### Fondation de l'Odenwaldschule – renommée nationale et internationale (1910-1934)
Après son divorce d'avec sa première femme Helene Merck, Geheeb épousa en octobre 1909
Edith Cassirer (de) (1885-1982), qu'il avait connue comme stagiaire à Wickersdorf. En avril 1910, ils ouvrirent l’Odenwaldschule, à Oberhambach près de Heppenheim, qui existe toujours.
L’Odenwaldschule souleva immédiatement un intérêt considérable de la part des personnes engagées en pédagogie :
- par la coéducation – ou mixité – des garçons et filles, que l'on y pratiquait,
- par l'organisation de l'enseignement dans le cadre d'un système flexible de parcours,
- par la mise en pratique de la cogestion par les élèves

À l'époque de la république de Weimar, l'école appartenait aux écoles nouvelles les mieux renommées sur le plan international. Il faut dire qu'elle avait été très largement financée par le beau-père de Geheeb, l'industriel et politicien municipal de Charlottenbourg Max Cassirer. Dès 1911/12, l'école pouvait s'agrandir de quatre nouvelles maisons dessinées par l'architecte Heinrich Metzendorf.
Les maisons portaient les noms des « héros » de l'école : Goethe, Fichte, Herder, Humboldt et Schiller. Ces noms situent simultanément les racines spirituelles de Geheeb.
La première Guerre mondiale et les premières années de la république de Weimar ont été des temps difficiles également pour l’Odenwaldschule. Contrairement à la majorité des intellectuels allemands, Geheeb s'opposa à la guerre dès le début. Il refusa de fêter les victoires allemandes ou l'anniversaire de l'empereur ; par contre on fêta les anniversaires des héros de l'école et d'autres personnages importants. Cette indifférence à l'égard du symbole de la puissance allemande, et ce manque public d'enthousiasme national conduisit régulièrement à des frictions avec les autorités et avec ses amis d'inclination patriotique. Au début de 1918 plana brièvement une menace de fermeture de l'école. Quoique Geheeb eût pu regretter la disparition des principautés allemandes autonomes de l'avant-guerre, avec leurs caractères propres et parfois leur grand rayonnement culturel, et qu'il ne se retrouvât pas dans les temps nouveaux, il se réconcilia bientôt avec la république de Weimar.

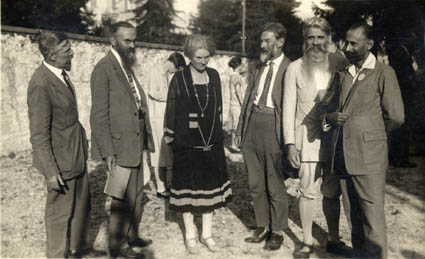
Ovide Decroly, Pierre Bovet, Beatrice Ensor, Edouard Claparède, Paul Geheeb et Adolphe Ferrière, lors d'une conférence de la Ligue internationale pour l'éducation nouvelle

Au cours des années suivantes, il noua à l'occasion de sa participation à de nombreux colloques beaucoup de liens très bénéfiques pour le développement de l'école. Il s'engagea même - malgré sa grande réticence en raison des buts trop uniquement matériels de ce groupe - dans le cadre de l’Union des écoles libres et internats à la campagne d'Allemagne, où l’Odenwaldschule apparaissait parmi « l'aile gauche ». À partir de 1925, il prit part en outre régulièrement, lui et sa femme - avec un intérêt substantiellement plus grand - à la grande conférence de la Ligue internationale pour l'éducation nouvelle qui se tenait toutes les quelques années, et ils aidèrent à créer la section allemande de ce mouvement éducatif international. Dans le cercle des amis et connaissances en pédagogie des époux Geheeb on a compté parmi bien d'autres Hermann Hesse, Romain Rolland, Martin Buber, Georg Kerschensteiner, Elisabeth Rotten, Adolphe Ferrière, Pierre Bovet, Peter Petersen, Eduard Spranger, Alexander Neill et Beatrice Ensor.
Voir les anciens élèves célèbres de l'école.
Un sommet de la renommée internationale des Geheeb a été une visite de trois jours du politicien, poète et philosophe indien Rabindranath Tagore au début août 1930 à l'école d'Odenwald, qui comptait alors environ 200 élèves. Cette visite était aussi l'expression des rapports multiples que les Geheeb entretenaient depuis les années 1920 avec l'Inde.

### Émigration en Suisse et construction de l'École d'humanité (1934-1961)
Après la prise de pouvoir des national-socialistes l’Odenwaldschule fut attaquée deux fois par des groupes locaux de chemises brunes. Cela en arriva à des brutalités envers des collaborateurs juifs. Bien que Geheeb ait qualifié devant toute l'école le nouveau gouvernement de Berlin de « bande de criminels, » et qu'Edith Geheeb soit de famille juive, on laissa les Geheeb tranquilles. Contrairement à la « communauté libre d'études et de travail » de son ami Bernhard Uffrecht (de), qui fut fermée par les nazis en avril 1933, on se limita dans le cas des Geheeb - probablement en raison du grand prestige international de l'Odenwaldschule - de remplacer la plupart des collaborateurs de l'école par des débutants jeunes et politiquement fiables. En outre, les garçons et filles, qui jusque-là avaient constamment cohabité dans les mêmes maisons, ont été logés dans des maisons séparées.
Après de nouveaux conflits avec les nouveaux dirigeants et des interventions répétées dans leur école, les Geheeb se résolurent finalement à fermer leur école et à émigrer en Suisse. Pour éviter des représailles envers les anciens élèves de lOdenwaldschule et le propriétaire du domaine, le père d'Edith Geheeb Max Cassirer (de), ils déguisèrent cette fermeture en nécessité économique, en ayant suggéré à des parents d'élèves dignes de confiance d'annoncer le départ de leurs enfants au cours de l'été et de l'automne 1933. Finalement, en avril 1934, Paul et Edith Geheeb partirent pour la Suisse avec la bénédiction du pouvoir de Berlin. Avec deux ou trois collaborateurs et deux douzaines d'élèves, ils continuèrent leur œuvre à Versoix dans le canton de Genève, hébergés par l'Institut Monnier, alors quasiment en faillite. Pendant ce temps là, Werner Meier et Heinrich Sachs, deux ex-collaborateurs, ouvraient sur le terrain de la « vieille » Odenwaldschule une « communauté de l’Odenwaldschule ». Bien que Geheeb ait donné son accord explicite à cette entreprise - au moins pour préserver les intérêts de son beau-père - et bien que Meier et Sachs s'efforçassent de diriger la nouvelle école dans l'esprit de l'ancienne, Geheeb considéra dès le début la nouvelle entreprise avec une sympathie mitigée. Après la fermeture de l'école par les Américains à l'été 1945, Sachs s'efforça en vain pendant des mois de renouer ses anciens liens avec Geheeb. Geheeb refusa toute tentative d'arrangement. Sa rudesse contribua alors substantiellement à la division des personnes liées à l’Odenwaldschule en deux camps pro- et anti-Sachs, ce qui a longtemps compliqué la mise au point de l'histoire de la « deuxième Odenwaldschule ».
À la suite de l'ouverture de sa nouvelle école en avril 1934, Geheeb souligna qu'il ne s'agissait pas simplement de la continuation du travail entrepris jusqu'alors. Vu la situation politique, il fallait plus que jamais renforcer la solidarité entre les hommes. La nouvelle école ne devait donc pas être une école allemande, française ou suisse, mais une école internationale. L'École d'humanité est née :
« Dans l'humble cadre de notre petite école sur le lac Léman, les cultures française, suisse, allemande et si possible bientôt anglaise doivent réagir les unes sur les autres dans une confrontation mutuelle fructueuse et enrichissante ; l'Orient et l'Occident doivent se rencontrer ; et si nous réussissons à réaliser ce que j'entrevois, nous ne serons plus dans quelques années une école ni française, ni allemande, ni anglaise, ni suisse, mais une école de l'Humanité. »
Après les succès du début, il devint néanmoins à partir de 1936/37 de plus en plus difficile de maintenir à flot l'école, qui était maintenant fréquentée en grande partie par des enfants allemands juifs ou à demi-juifs et des enfants d'Allemands émigrés. De plus en plus de parents se voyaient accorder de larges réductions de frais de pension, en raison de leur propre situation financière, et les transferts de fonds de l'étranger devenaient de plus en plus difficiles, pour les parents qui auraient pu compter dessus. À cela s'ajoutèrent des conflits avec le propriétaire de l'institut Monnier, et avec la fédération suisse des écoles privées, où compte tenu de la crise économique qui affectait ses propres écoles, on n'était pas du tout enthousiasmé par un concurrent allemand célèbre.

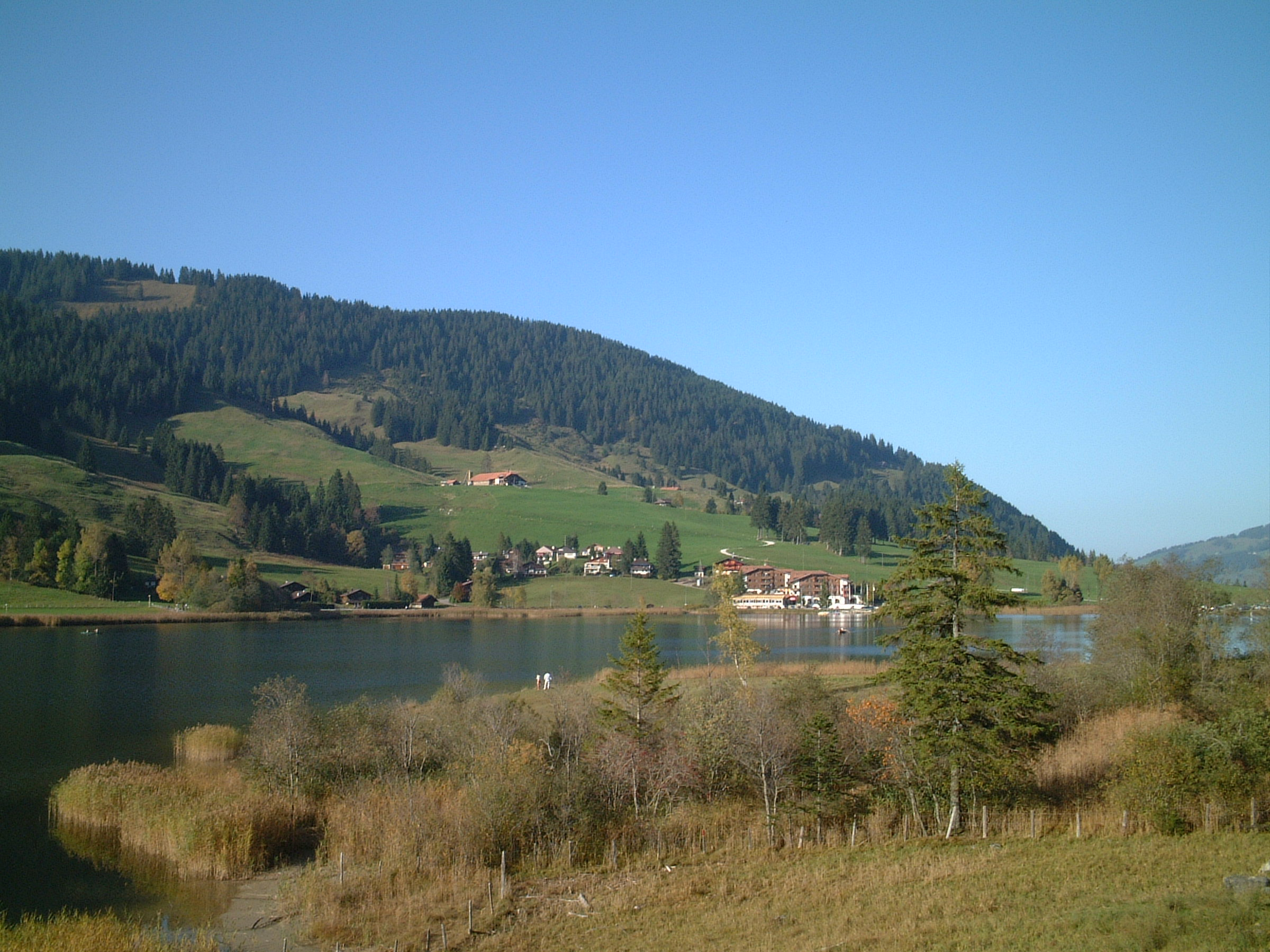
Vue sur le Lac Noir et le village

Après deux déménagements plus ou moins forcés, les Geheeb s'établirent en octobre 1939 avec les restes de leur école très appauvrie dans l'intervalle, au Lac Noir, petit village des Alpes fribourgeoises, où ils survécurent à la guerre dans des conditions rigoureuses.
Après que le nombre d'élèves fut tombé de 60 en 1936, à 25 en 1939 et à 7 en 1940, et que la fermeture de l'école paraissait inévitable, les Geheeb commencèrent à travailler avec les entreprises de secours suisses, qui prenaient alors de l'activité, et en particulier avec la société de secours suisse pour les enfants d'émigrants. À la fin de la guerre, l'effectif de l'École d'humanité était remonté à une quarantaine d'élèves. Pour la plupart, il s'agissait de victimes de guerre plus ou moins traumatisées, en fuite de France ou d'autres états européens, ainsi que des orphelins échappés aux camps de concentration. Ceci s'était fait au prix d'un bouleversement de la situation sociale de l'école par comparaison avec le passé. D'un établissement de formation pour une bourgeoisie de gauche et libérale et une bohème d'artistes d'avant-garde, elle était devenue un réceptacle pour des cas sociaux de tout genre.
Après la guerre, les Geheeb furent consultés pour savoir s'ils voudraient éventuellement revenir en Allemagne pour reprendre l’Odenwaldschule et la rouvrir. Malgré leur situation difficile, ils refusèrent, et recommandèrent de confier la tâche à Minna Specht, l'ancienne collaboratrice de Leonard Nelson, émigrée en Angleterre, et qui avait dirigé l'internat à la campagne de Walkemühle jusqu'en 1933. Forcés de quitter leur Lac Noir, les Geheeb déménagèrent une fois de plus en mai 1946. C'était leur 5e déménagement en Suisse. Ils s'installèrent à Hasliberg-Goldern dans l'Oberland bernois, siège actuel de l'École d'humanité. Les conditions s'avérèrent au début extrêmement difficiles là aussi, mais Geheeb n'abandonna pas l'espoir de réaliser enfin à grande échelle cette École d'humanité associant toutes les cultures. Pendant deux, trois ans, il suscita en Suisse pour la première fois réellement un certain intérêt. Pendant un certain temps, Geheeb et Walter Robert Corti, le fondateur en 1948 du Village d'enfants Pestalozzi, évoquèrent une collaboration, et il y eut d'autres plans semblables, mais finalement l'esprit de décision, et l'argent, manquèrent pour faire plus que maîtriser le quotidien de l'école existante.
Grâce à l'énergie d'Edith Geheeb, et de quelques collaborateurs nouvellement motivés, l'école se stabilisa progressivement au courant des années 1950.
À l'occasion de son 90e anniversaire, Geheeb fut nommé Doctor honoris causa des universités de Tübingen et Visva-Bharati de Santiniketan - fondée par Tagore - et fut distingué sous toutes les formes par la conférence des ministres de la culture d'Allemagne. Puis il mourut le 1er mai 1961 dans son école.
Malgré les honneurs du monde entier, Geheeb ne semble pas avoir réussi à se rattacher aux nouvelles questions qui se posaient aux nouveaux temps d'après-guerre. La tentative de nouer un dialogue critique et autocritique entre Geheeb et l’Odenwaldschule rouverte en 1946 sous la direction de Minna Specht, que celle-ci avait tentée à l'occasion du quarantième anniversaire de l'école a fondamentalement échoué, et de toute manière, il semble que Geheeb se soit retiré progressivement du travail international après la guerre. Ses idéaux paraissaient dépassés, et son langage n'était plus compris.
Après la mort de Geheeb, ce sont Armin et Natalie Lüthi-Peterson qui prirent la direction de l'école, avec le soutien d'Edith Geheeb, qui avait atteint ses 76 ans. Edith Geheeb, la femme forte aux côtés de Geheeb, qui avait réussi la survie économique de l'école pendant toutes ces années, mourut le 29 avril 1982, presque exactement 21 ans après son mari.
Des spécialistes comme Adolphe Ferrière ou Peter Petersen, le fondateur du « Plan d'Iéna », ont décrit l’Odenwaldschule dans les années 1920 comme l'exemplaire le plus réussi du type allemand de l'internat à la campagne. Fritz Karsen, un cofondateur de l'Union des réformateurs scolaires radicaux, et d'autres pédagogues de gauche se rallient à cette opinion.
« Ici s'arrête complètement la contrainte externe à apprendre de toute science, ce qui, loin d'éveiller les forces, les réprime tout à fait. Les dispositions individuelles peuvent s'éveiller et être développées. La dispersion insensée des matières enseignées et le changement contre nature d'une matière à une autre (de cinq à six fois en une matinée) cessent. Il peut naître une concentration sensée sur des tâches à surmonter d'un élan. Et là, l'environnement sociétal aide, parce que l'individu lui doit de se garder d'un individualisme débridé et d'un égarement spirituel unilatéral . »
Même dans le « Dictionnaire Herder de la pédagogie moderne », qui est plutôt critique à l'égard de la pédagogie de Geheeb, en raison de son point de vue catholique, on lit en 1930 : « Il faut reconnaître à G. sa confiance dans le bon sens de notre jeunesse, la rigueur avec laquelle il les prend au sérieux et son comportement courageux et cohérent, qui fait peut-être de son œuvre le plus vaste et le plus courageux des essais pédagogiques allemands, et peut-être même d'Europe . »
Dans une vaste recherche sur la théorie et la pratique de l'autodétermination chez les enfants et les adolescents, Johannes Martin Kamp arrive finalement à la conclusion que l’Odenwaldschule des Geheeb a été à bon droit tenue comme « la plus moderne, la plus en avance sur le plan pédagogique et la plus radicale des nouvelles écoles d'Allemagne .»
Si, contrairement au cas de Maria Montessori, Célestin Freinet ou Rudolf Steiner, on ne peut pas parler d'une pédagogie Geheeb, il y a toute une série de pédagogues qui sont passés par l'« école » de Geheeb, et ont transplanté et font vivre ses principes en d'autres lieux. D'autres fondations d'écoles directement inspirées par Geheeb peuvent également être recensées, comme en particulier le Jardin d'Enfants fondé en 1937 par deux anciens collaborateurs de Geheeb à Madras, en Inde. En plus, on comptera évidemment les écoles fondées par Paul et Edith Geheeb eux-mêmes.

## La position pédagogique de Geheeb

### Position générale vis-à-vis du mouvement des internats allemands à la campagne
Le mouvement des internats allemands à la campagne, (New Schools ou Écoles nouvelles à la campagne, comme on nomme ces mouvements respectivement dans les espaces respectivement anglophone et francophone), formaient une partie des mouvements de protestation de critique culturelle et de réforme de vie auxquelles l'Europe et les États-Unis réagirent à la fin du XIXe siècle contre l'industrialisation et les mutations sociales qui l'accompagnaient. Le mouvement des internats à la campagne se proposait d'attaquer et de maîtriser la crise au moyen d'une éducation fondamentalement nouvelle. Dans ce sens, Geheeb écrivait en 1930 : 
« Il faut éduquer la jeunesse en courageuses compagnies de combattants, qui ne s'adapteront pas lâchement à ce monde pourri à bien des points de vue, et qui auront appris à nager contre le courant, à résister souverainement à la mode et aux conventions dans les domaines extérieurs et spirituels, et à tout ce qu'il est toujours convenu d'appeler « moderne ».

(…) Tout jeune, garçon ou fille, apprend à l'internat à la campagne, à vivre comme membre responsable d'une petite communauté, pour pouvoir plus tard comme citoyen se dévouer de toutes ses forces au bien de la nation. C'est ainsi que la nouvelle jeunesse pourra, bien au-delà du cadre de leurs foyers, travailler à une réforme complète de la société humaine !  »
Contrairement au cas des écoles de jour des villes, la jeunesse doit croître dans une communauté éducative transparente, reposant sur des relations de partenariat entre jeunes et vieux. Malgré ce point de départ commun, on ne peut pas parler au fond d'une pédagogie des internats à la campagne, ni d'une réforme unifiée de la pédagogie. Tandis que les performances physiques – longues randonnées à bicyclette, travaux des champs et de la forêt, engagement sportif au service de la société – jouaient un grand rôle chez Hermann Lietz ou Kurt Hahn, Geheeb, plus sensible, comme Martin Luserke, Max Bondy (de) et bien d'autres fondateurs d'internats à la campagne, mettaient plus de poids par exemple sur les activités musicales et artisanales, et un comportement contemplatif à l'égard de la nature. Il y avait aussi des différences plus ou moins marquées dans le domaine de la cogestion par les élèves, l'organisation des enseignements, ou la question de la coéducation.

### La question de la coéducation
C'est dans ce domaine que Geheeb peut être considéré comme un pionnier, plus que dans tout autre domaine, car l’Odenwaldschule a été le premier internat coéducatif en Allemagne à mériter cette qualification. Geheeb, qui avait eu chez Johannes Trüper (de) l'expérience d'un internat mixte (de pédagogie thérapeutique), puis en 1899/1900 à Wyk auf Föhr encore des expériences de coéducation, ressentait la séparation des sexes – alors dominante dans les écoles publiques et libres – comme une réduction outrancière et anti-pédagogique du monde naturel. Tandis qu'il ne rencontrait chez Lietz aucune compréhension pour sa démarche, et que même à Wickersdorf, où la coéducation faisait partie à partir de 1906 du programme, mais à contre-cœur, la coéducation devint à partir de 1910 une marque de l’Odenwaldschule. Fritz Karsen écrit à propos de ses impressions sur l’Odenwaldschule après une courte visite en 1921 :
« L'environnement personnel et humain a la richesse la plus grande pensable. Tous les âges, depuis le bébé qui a encore besoin d'une puéricultrice, les enfants à l'âge du jeu (jardin d'enfants), les élèves plus âgés et les professeurs et maîtresses de tous âges vivent ensemble. Les deux sexes parmi les élèves et les enseignants, ont les mêmes droits et devoirs. Par là, on signifie que l'on essaye ici de briser la séparation complète entre sexes usuelle dans les écoles d'État, pour faire vivre aux enfants une vie communautaire naturelle. L'Odenwaldschule est sans doute la seule école en Allemagne où il existe une véritable coéducation. On pourrait penser aussi à Wickersdorf, mais en comparant les deux établissements, une différence saute aux yeux. (…) Aussi belle que soit la vie commune entre les sexes là-bas, on y maintient toujours une certaine séparation extérieure. Les jeunes filles ont leurs bâtiments propres, qu'on appelle « Herrenhaus » (Maison des messieurs), qui est fermée aux garçons à partir d'une certaine heure. Les plus fins connaisseurs de Wickersdorf affirment que malgré une égalité de droits entre garçons et filles, ils ne décident pas sur un pied d'égalité, que ce sont bien plus les garçons qui déterminent le ton et le style. À l'Odenwaldschule, il ne reste plus aucune sorte de différence extérieure. Les garçons et les filles habitent dans les maisons dans des chambres voisines, ils se rendent visite quand ils veulent sans la moindre surveillance. (…) Autant que j'ai pu l'observer dans cette courte période, le rapport entre sexes est simple et naturel comme dans une famille, et j'ai l'impression que c'est bien la coéducation qui forme le trait caractéristique de l'Odenwaldschule et de ses élèves . »
Si l'éducation commune des garçons et des filles n'était plus aussi nouvelle et exotique après la première Guerre mondiale qu'en 1910, elle attendit les années 1960 dans l'espace germanophone pour devenir la norme, et l’Odenwaldschule resta pendant la république de Weimar l'école coéducationnelle par excellence.
Jusqu'à la prise de pouvoir des Nazis, Geheeb passa pour un des experts les plus pointus dans ce domaine. Il était convaincu que l'éducation commune entre garçons et filles ne pouvait qu'influencer favorablement leur développement personnel et leur comportement ultérieur à l'égard des autres. Il voyait dans la coéducation également un moyen important pour surmonter la culture masculine univoque, et au fond c'était pour lui la raison fondamentale de la coéducation dans ce domaine politico-culturel.

### Des parcours flexibles à la place de classes annuelles figées
L'organisation du travail à l’Odenwaldschule, qui s'est développée pendant les trois premières années de son existence, a été un deuxième motif du grand intérêt que suscita le travail de Geheeb parmi les spécialistes nationaux et internationaux, peu après l'ouverture de l'école. Elle a été décrite pour la première fois publiquement en 1914 sous la direction éditoriale d'Otto Erdmann, un jeune collaborateur de l'école. Dans ce domaine-là aussi, on allait à l’Odenwaldschule plus loin que dans les écoles nouvelles de cette époque, même dans les internats de Lietz et de la troupe bariolée de ses successeurs. Après avoir d'abord expérimenté diverses formes d'organisation, on établit en janvier 1913 un système de parcours librement au choix, flexibles, par lesquels les classes annuelles furent remplacées. Conseillés par des adultes, les enfants (à part le groupe des élèves du primaire, toujours encadré comme tel), se choisissaient à chaque fois deux ou trois parcours, qu'ils suivaient chaque matin pendant un « mois de parcours », ou « période de parcours ». À la fin de chaque mois de parcours, on faisait dans « l’assemblée de fin de parcours » un rapport sur le travail fait dans chacun des parcours. Et on votait alors s'il fallait reconduire un parcours sur deux mois ou plus. Les notations étaient remplacées par des rapports écrits sur les parcours, et par des discussions périodiques sur les performances individuelles, le climat dans le parcours, etc. L'après-midi – c'était là une composante intégrale de la nouvelle structure – était consacré aux activités artisanales et musicales, et aux projets individuels, afin de, comme Geheeb l'écrivait dans son premier prospectus sur l'école, « s'opposer aux maladies les plus graves de notre temps, l'intellectualisme unilatéral et la surestimation corrélative et sans éthique de la technique ... » – Alors que l’Odenwaldschule est revenue à des structures habituelles après 1934, le travail scolaire se situera comme avant à l'École d'humanité dans ce « système de parcours ».

### L'assemblée d'école
L’Odenwaldschule se fit connaître finalement par le style de Geheeb dans ses rapports avec « l’assemblée d'école ». Il s'agissait d'une réunion de l'ensemble de l'école, toutes les deux ou trois semaines – ce qui représentait au début des années 1930 près de 200 enfants et adolescents, et environ 100 adultes. Pour Geheeb, cette assemblée représentait le véritable cœur de l'école. C'est là que les divers incidents, gros ou petits, étaient rapportés et discutés, c'est là que l'on retournait les questions importantes concernant l'école ou le monde extérieur, et que les décisions étaient prises ou refusées. Cette assemblée était au fond la seule structure dont Geheeb avait pourvu son école en 1910 comme moteur et moyen vivant d'avancer. Toutes les autres étaient secondaires et restaient en principe à sa disposition. « Deviens ce que tu es », cette maxime de Pindare était pour Geheeb « la plus haute maxime du développement humain » et « l'incarnation de la plus haute sagesse pédagogique ». Cette phrase formulait une exigence pour tout un chacun. Elle était valable également pour l'école prise dans son ensemble. C'est dans ce sens que Geheeb écrivit en 1924 : « Nous nous soumettons réellement aux diverses formes par lesquelles la communauté parvient à une expression et réalisation entières, toujours et encore à une révision du point de vue de cette maxime primordiale, si bien que les formes et les aménagements de la vie sociale de notre communauté se conçoivent comme un fleuve régulier. » Bien que Näf pointe certaines lacunes essentielles dans la conception théorique de l'assemblée d'école – p.ex. le manque d'un domaine de compétence clairement défini, ou le fait que le personnel de l’Odenwaldschule, c'est-à-dire les collaborateurs aux bureaux, aux cuisines, etc. n'aient jamais été comptés dans l'assemblée d'école  – elle a été jusqu'à présent jugée majoritairement de façon positive.

### Développer au lieu d'éduquer. La critique de Geheeb à l'égard de la conception traditionnelle de la formation et de l'éducation
Certes Geheeb reconnaît la valeur de structures bonnes, c'est-à-dire humaines, mais au fond il en va pour lui plus profondément. Ce qu'il veut est le changement des rapports entre adultes et enfants. Au lieu de subordination, commandement et obéissance comme jusqu'alors, les rapports devraient reposer sur un respect mutuel et un dialogue. Tout essai d'éduquer les gens selon un plan défini est finalement pour Geheeb une entreprise illusoire, au cours de laquelle les gens se développent en « caricatures minables de ce qu'ils auraient dû devenir selon leur destin propre ».
Pour Geheeb, il est clair que l'on ne peut pas fabriquer et transmettre une véritable formation, mais qu'elle est et ne peut être que le résultat d'expériences vécues et d'engagements personnels. Il s'appuie volontiers à ce sujet sur les paroles prégnantes de Fichte, qui écrivait en 1793 :
«  Personne n'est cultivé ; chacun a à se cultiver soi-même. Tout comportement purement passif est l'exact contraire de la culture ! Une formation s'acquiert par une activité personnelle, et vise à l'activité personnelle. »
Dans un exposé fait en Hollande, Geheeb compléta en 1936 :
« Je préfèrerais ne plus utiliser les mots « éducation » et « éduquer », et je préfèrerais parler de développement humain. (…) Ce que l'on peut retenir de raisonnable dans le processus d'éducation est le processus de développement dans lequel tout être humain se trouve de la naissance à la mort – et espérons-le, bien au-delà – le processus de confrontation continue, d'abord inconsciente, et devenant progressivement consciente, de l'individu avec son environnement, avec des gens et des choses, avec la nature et la culture, les impressions reçues, les unes assimilables pour construire sa propre individualité, les autres à rejeter. (…) La distinction entre maîtres et élèves appartient au musée pédagogique comme la verge, qui y a échoué depuis longtemps déjà. À la place, les adultes devraient se comporter comme une manière de vieux amis avec les enfants et les adolescents : « Il faut vraiment que nous vivions ensemble ; les adultes ne peuvent pas seulement jouer, travailler, se promener avec les enfants, et partager leurs petites et grandes joies et tristesses, mais il faut faire participer ces derniers selon leur maturité à nos propres expériences et actions, en sorte que naissent des relations personnelles plus ou moins intériorisées ». Et il ne faudrait jamais que les adultes apparaissent comme des législateurs ou des guides supérieurs. Les adolescents doivent « apprendre à marcher seuls », et l'adulte doit rester toujours conscient que son chemin ne pourra jamais être celui d'un autre, et que dans le meilleur des cas, il peut aider les jeunes gens à trouver leur propre chemin. C'est de ces considérations que ressort pour Geheeb l'exigence « de transformer toutes les écoles en communautés de vie, dans lesquelles les gens des âges les plus divers (…) vivent ensemble naturellement et sans contrainte » »
Cette exigence correspond à ce que Hartmut von Hentig (de) et d'autres après lui ont décrit comme « déscolarisation de l'école ». Là compte le développement des intérêts personnels et la poursuite de buts et de projets propres plutôt que la transmission organisée centralement de matières décidées d'en-haut. Les enseignants deviennent des facilitateurs ou des accompagnants d'enseignement au sens de Carl Rogers ou de Paulo Freire.
La réforme de l'école fait pour Geheeb partie d'un très large changement social, qui lui apparaît toujours plus nécessaire au fil de sa vie. En 1936, il écrit : « Un désarmement puissant et ininterrompu doit se produire dans le camp des adultes, un désarmement de la supériorité géante sur les plans physique et intellectuel, économique et technique dont les adultes ont usé et mésusé sans vergogne à l'égard des enfants, les créatures les plus malléables et les plus susceptibles d'oppression sur cette terre divine défigurée. »
Ce « désarmement » n'est pas pour Geheeb une fin en soi. Il forme plutôt une condition importante, sinon centrale, pour que l'humanité ne s'anéantisse pas des crises qu'elle a elle-même provoquées. Dans ce sens, Geheeb avertit en 1939 :
« « Le salut vient des enfants. » (…) Si l'humanité actuelle comprenait et savait appliquer cette sagesse immémoriale dans toute son étendue et toute sa profondeur, cela signifierait le salut pour les innombrables millions de personnes torturées sur toute la terre, et qui, aujourd'hui, plus ou moins consciemment, sont au bout de leur sagesse d'adultes. L'humanité est très malade. (…) Où allons-nous ? Il règne là-dessus une confusion désespérée. Partout des problèmes apparemment sans solution sur les plans politique, économique ou culturel ; de tous côtés menacent de nouvelles catastrophes ; dans la mesure où les chefs d'État, les politiciens, les économistes, voire les philosophes ont gardé leur honnêteté, ils avouent être au bout de leur sagesse. Pour Geheeb, il ne s'agit pas seulement de ce que « notre temps arrive finalement à donner à l'enfant ce qui est de l'enfant, » mais encore de ce « des fleuves de vie nouvelle découlent des enfants et de la jeunesse, pour nous sauver de la misère, nous les adultes qui nous tenons devant le chaos, désemparés et désespérés ». »

## Estimation et actualité
Au début du XXIe siècle, c'est surtout Näf qui a souligné l'actualité et la force explosive de la pédagogie de Geheeb. La pensée de Geheeb a anticipé beaucoup d'aspects repris depuis par l'antipédagogie, le mouvement des droits de l'enfant, ou la partie profane et libérale des mouvements de l'éducation à la maison ou non-scolaire. Sa position selon laquelle « personne n'est cultivé, chacun doit se cultiver lui-même », correspond à la psychologie de l'apprentissage développée dans les années 1950 dans le cadre de la psychologie humaniste. De plus, elle a été confirmée depuis quelque temps par le pédiatre suisse Remo H. Largo (de) ou le neurologue Gerald Hüther (de). Sont également très actuels le scepticisme de Geheeb à l'égard de la « sagesse des adultes » en Occident, et l'évidence et l'obstination avec lesquelles nous nous accrochons à sa transmission.
Malgré leur force explosive et leur actualité, les propositions théoriques et les positions de Geheeb, selon Näf dans sa revue de la littérature secondaire appropriée, n'ont été que peu discutées en recherche pédagogique jusqu'à récemment. On s'est en général contenté de présenter Geheeb comme le directeur d'une école nouvelle renommée, et comme un défenseur majeur de la coéducation. C'est une vue réductrice et une inactivation de la pédagogie de Geheeb, qui ne lui rendent pas justice .

## Publications (sélection)
- (de) Paul Freimut, La signification de la corporation étudiante et le vrai devoir de l'étudiant allemand. Idées pour juger les comportements estudiantins [« Die Bedeutung der studentischen Korporation und die wahre Aufgabe des deutschen Studenten. Ideen zur Beurteilung der studentischen Verhältnisse »], Hagen i.W., Herm. Rifel & Cie., 1891
- (de) Paul Geheeb, Rede zur Eröffnung der Odenwaldschule [« Discours d'ouverture de l'Odenwaldschule »], Benner et Kemper 2001, p. 159-160, 2001
- (de) Paul Geheeb, L'Odenwaldschule (Programme et prospectus) [« Die Odenwaldschule (Programm und Werbeschrift) »], Darmstadt, 1911, 3e éd.. Réimprimé dans Flitner 1961, p. 88-93
- (de) Paul Geheeb, L'Odenwaldschule. Bases spirituelles [« Die Odenwaldschule. Ihre geistigen Grundlagen »], Berlin, Hilker 1924, p. 91-101, 1924. Réimprimé dans Cassirer 1960, p. 154-165
- (de) Paul Geheeb, L'Odenwaldschule (Prospectus) [« Die Odenwaldschule. Prospekt »], 1925. Réimprimé dans Hansen-Schaberg et Schonig 2002, p. 142-150
- (de) Paul Geheeb, « Koedukation und weibliche Bildung. Eine Problemstellung. », Die neue Erziehung., vol. 8, no 2,‎ février 1926, p. 107-110. Réimprimé dans Hansen-Schaberg et Schonig 2002, p. 26-31
- (de) Paul Geheeb, L'Odenwaldschule à la lumière des devoirs d'éducation du présent. Exposé à l'université populaire de Halle a.S. le 2 juin 1930. [« Die Odenwaldschule im Lichte der Erziehungsaufgaben der Gegenwart. Vortrag in der Volkshochschule in Halle a.S. am 2. Juni 1930. »], Halle a.S., Benner et Kemper 2001, p. 153-157, juin 1930 (lire en ligne)
- (de) Paul Geheeb, Allocution de Paul Geheeb à ses collaborateurs et élèves à la reprise du travail éducatif à Versoix le 17 avril 1934 [« Ansprache von Paul Geheeb an seine Mitarbeiter und Zöglinge anlässlich der Aufnahme seiner erzieherischen Arbeit in Versoix am 17. April 1934 »], in Näf 2009, p. 32-37, 1934
- (de) Paul Geheeb, Vivre et travailler avec des enfants. Conférence de la section  néerlandaise de la ligue internationale pour l'éducation nouvelle sur le thème « Comment apprenons-nous à vivre ensemble ? » [« Leben und Arbeiten mit Kindern. »], Utrecht, privé, 23 p. (exemplaire dans l'archive Geheeb de l'École d'Humanité), avril 1936
- (de) Paul Geheeb, Manuscrit non publié en réponse à Stricker 1939, Schäfer 1970, p. 195-197, 1939
- (de) Paul Geheeb, Psychohygiène à l'Odenwaldschule et à l'École d'Humanité [« Psychohygiene in der Odenwaldschule und in der Ecole d'Humanité »], Pfister-Ammende 1955, p. 73-82, 1955
- (de) Paul Geheeb, Paul Geheeb dicte à Ida Harth des souvenirs de sa vie [« Paul Geheeb diktiert Ida Harth aus seinem Leben »], Bayrisch Zell, 2¼ pages dactylographiées non publiées, correspondance Geheeb/Philipp et Ida Harth dans l'archive Geheeb de l'École d'Humanité, 1958
- (de) Paul Geheeb, Correspondance, Stuttgart, Schäfer 1970, 1970